# Chatignonville
Chatignonville là một xã ở tỉnh Essonne thuộc vùng Île-de-France miền bắc nước Pháp.
Theo điều tra dân số năm 1999, dân số xã này là 89 người. Ước tính dân số năm 2005 là 68.
Danh xưng cư dân địa phương Chatignonville trong tiếng Pháp là Chatignonvillois.